# Сулейманов, Ядигар Ахмед оглы
Ядигар Ахмед оглы Сулейманов (азерб. Yadigar Süleymanov; 1 мая 1966, Кировабад) — советский и азербайджанский футболист, нападающий.

## Биография
Воспитанник ДЮСШ своего родного города. О выступлениях на взрослом уровне до 23-летнего возраста сведений нет[уточнить]. Часть сезона 1989 года провёл в первенстве КФК за московский «Москвич», затем играл во второй и второй низшей лигах за «Салют»/«Энергомаш» (Белгород) и «Металлург» (Магнитогорск).
После распада СССР первое время продолжал выступать в России — провел 2 матча во второй лиге за подмосковный «Трестар», а затем два с половиной сезона играл в первой лиге за владимирское «Торпедо».
В 1994 году вернулся в Азербайджан и присоединился к «Кяпазу». Становился чемпионом Азербайджана (1994/95, 1998/99), серебряным (1999/00), бронзовым (1995/96) призёром чемпионата, обладателем Кубка Азербайджана (1995/96, 1999/00). В сезоне 1994/95 забил 19 голов и занял второе место в споре бомбардиров, уступив Назиму Алиеву (27). Участвовал в матчах еврокубков, и стал автором первого в истории гола азербайджанских клубов в Кубке УЕФА, в 1995 году в игре против «Аустрии-Мемфис» (1:5). В сезоне 1997/98 на время уходил из «Кяпаза» и играл за «Шамкир» (бронзовый призёр того сезона) и «Кюр-Нур».
После окончания игровой карьеры работал в Москве в сфере торговли. Принимал участие в соревнованиях ветеранов.

## Личная жизнь
Брат Имамъяр (род. 1971) тоже был футболистом.